# Hedysarum micropterum
Hedysarum micropterum är en ärtväxtart som beskrevs av Pierre Edmond Boissier. Hedysarum micropterum ingår i släktet buskväpplingar, och familjen ärtväxter. Inga underarter finns listade i Catalogue of Life.